# 香草软件
在计算机科学领域，香草是一个用于表示“一个事物没有经过自定义的改动而仍然保留着它们默认的形式”的术语。这个术语已经广为流传并成为事实标准。香草一词来自于传统冰淇淋的标准口味，香草味。根据Eric S. Raymond的《The New Hacker's Dictionary》一书记载，香草一词在感觉上比普通一词更能表达“默认”的含义。
如何使用这一术语呢？以下是一些例子。
- 最早的例子之一是 IBM 的大型文本出版系统 BootMaster，提供了一种默认的方式来指定书籍的哪些部分需要被出版，这种方式被称为香草或抹茶。[4]
- 香草这一术语也在一些有关计算机硬件的地方被使用。比如 1990 年代的未经更新过的 Amiga 品牌家用电脑就被称作纯香草电脑。[5] 随后这种术语的使用开始在个人计算机领域流传开。[6]
- 对于基于 UNIX 的内核，香草内核指的是内核没有被第三方所修改过。而Linux 发行版在制作的时候就会对香草内核进行改动，这个过程很像是为香草冰淇淋赋予独特的“口味”，也在计算机领域衍生出了“口味”这个术语。[7][8]
- 在 《End of Ignoreance》 一书中，Charles Winborne 将纯香草网页描述为“只是一个简单的静态文本文件，却能链接到其它与之相关的文件”的网页。[9]
- 在畅销游戏《Minecraft》中，没有添加任何模组的游戏版本被称作香草版本。
- 没有引入第三方库和插件的 JavaScript 程序代码被叫做“香草 JavaScript”。